# Hexamètre dactylique
Cette page contient des caractères spéciaux ou non latins. S’ils s’affichent mal (▯, ?, etc.), consultez la page d’aide Unicode.
L'hexamètre dactylique est un mètre surtout utilisé en grec ancien et en latin. De nombreux poètes y ont eu recours dans différentes langues actuelles. La Renaissance a connu une très importante floraison de vers mesurés « à l'antique » en français, qui a produit de nombreux hexamètres. Par la suite, et jusqu'à ces dernières années, des tentatives ont été faites pour s'en approcher dans des traductions françaises de Catulle, Hésiode, Homère et la Batrachomyomachie notamment. C'est le mètre par excellence de l'épopée et des physiciens (Parménide et Empédocle).

## Histoire
Il s'agit d'un mètre dont l’invention légendaire est attribuée au poète grec semi-légendaire Olen. Ce mètre fut ensuite adopté en ionien et en grec ancien dans lequel l’Iliade et l’Odyssée ont été composées sans aucun support écrit.  Toujours dans le domaine grec, c'est en hexamètres que Parménide (VIe-Ve siècle av. J.-C.) a écrit son poème Au sujet de la nature. 
Ce mètre a été introduit en latin par Ennius (IIIe siècle av. J.-C.).  Lucrèce (Ier siècle avant l'ère chrétienne)  a lui aussi écrit en hexamètres dactyliques. À son époque, ce mètre n'était pas encore très régulier ; Virgile et Ovide en fixent les règles.

## Schémamétrique(modèle)
Note : dans cet article, conformément à la notation traditionnelle, ⏑ représente les positions syllabiques brèves (ou, mieux, légères) et — les longues (ou, mieux, lourdes). Les pieds sont séparés par la barre droite : |, la césure par deux barres obliques : //. Consulter Scansion pour plus de détails.
Comme son nom l'indique, il est composé de six mesures ou mètres (en grec : ἕξ, héx « six » + μέτρον métron, « mesure ») comprenant chacune un pied dactylique, noté | — ⏑ ⏑ |.
En vertu de la règle de contraction, chaque dactyle peut être remplacé en toute place par un spondée (| — — |). L'avant-dernier pied reste cependant dans l'immense majorité des cas un dactyle. Le dernier pied est un spondée ou un trochée (| — ⏑ |), la dernière position syllabique pouvant être considérée comme indifférente (anceps ; notée ⏓, c'est-à-dire « brève ou longue »).
Le modèle théorique est donc le suivant :
| — ⏑ ⏑ | — ⏑ ⏑ | — ⏑ ⏑ | — ⏑ ⏑ | — ⏑ ⏑ | — ⏓ |
En considérant toutes les contractions possibles, c'est l'équivalent de :
| — — | — — | — — | — — | — ⏑ ⏑ | — ⏓ |
Il est donc possible de ramener l'hexamètre dactylique au schéma suivant :
| — ⏕ | — ⏕ | — ⏕ | — ⏕ | — ⏑ ⏑ | — ⏓ |

### Césures
Dans la métrique gréco-latine, la césure ne peut pas couper un mot.
La césure est le plus souvent :
- trochaïque (surtout dans la poésie grecque) : elle se place dans le troisième pied, qui doit être un dactyle, après la première brève (ce qui donne un trochée) 
→ | — ⏑ ⏑ | — ⏑ ⏑ | — ⏑ // ⏑ | — ⏑ ⏑ | — ⏑ ⏑ | — ⏓ ;
- penthémimère : dans le troisième pied (qui doit être un dactyle), après la première syllabe longue.
→ | — ⏑ ⏑ | — ⏑ ⏑ | — // ⏑ ⏑ | — ⏑ ⏑ | — ⏑ ⏑ | — ⏓ ;
- hephthémimère : après le septième demi-pied 
→  | — ⏑ ⏑ | — ⏑ ⏑ | — ⏑ ⏑ | — // ⏑ ⏑ | — ⏑ ⏑ | — ⏓ ;
- double césure trihémimère et hephthémimère :
→ | — ⏕ | — // ⏕ | — ⏕ | — // ⏕ | — ⏑ ⏑ | — ⏓.

Dans le vers épique grec d'Homère, c'est la césure trochaïque qu'on rencontre le plus souvent. Suit, dans l'ordre des fréquences, la penthémimère puis, beaucoup plus rarement (1 % pour l'Iliade et 0,5 % pour l'Odyssée), l'hephthémimère.
Dans la poésie latine, c'est la penthémimère qu'on utilise le plus, puis la combinaison trihémimère - hephthémimère. Un même vers peut comporter plusieurs césures possibles. Ainsi, dans les deux premiers vers de l' histoire de Dédale et d'Icare dans les Métamorphoses d'Ovide (VIII, 183-4), on trouve les deux principaux cas de césure de l'hexamètre latin :
Dǣdălŭs | īntĕrĕ-|-ā // Crē-|-tēn lōn-|-gūmquĕ pĕ-|-rōsŭs
Ēxsĭlĭ-|-ō // tāc-|-tūsquĕ lŏ-|-cī // nā-|-tālĭs ă-|-mōrĕ
On considère généralement que, plus un hexamètre a de césures, plus il est harmonieux.

### Le cinquième pied
C'est le plus souvent un dactyle. Dans la poésie homérique, moins de 25 % des vers ont un spondée à cette place (on les nomme vers spondaïques). Chez les Romains, le spondaïque est bien plus rare. Par exemple, on ne trouve qu'une trentaine de spondaïques chez Virgile (et encore 25 d'entre eux tombent sur des mots grecs).
Dans l'apprentissage de la scansion latine, il est recommandé de partir du principe que le cinquième pied d'un hexamètre dactylique est presque toujours un dactyle.

### L'élision
L'élision, du latin elisionem, du supin elisum, du verbe elidere (« ôter ») est un type d’apocope. Il s'agit de la « suppression » d'une voyelle dans la scansion du vers. Ainsi, lorsqu'il y a élision d'une voyelle, on ne la prend pas en compte dans la scansion, elle n'est ni spondée, ni dactyle. Elle intervient dans plusieurs cas :
- Lorsque la voyelle finale d’un mot se trouve devant un autre mot à initiale vocalique. Plus simplement dit, l’effacement d’une voyelle en fin de mot devant la voyelle commençant le mot suivant.
Exemple : Ut varias usus meditando extunderet artes, de Virgile dans les géorgiques. Il y a élision sur le « o » à cause du « e » initial de « extunderet ».
- Lorsque la voyelle finale d’un mot est suivie d'un « m » et se trouve devant un autre mot à initiale vocalique. Plus simplement dit, l’effacement d’un couple voyelle-m en fin de mot devant la voyelle commençant le mot suivant.
Exemple : haud facilem esse viam voluit, de Virgile dans les géorgiques. Il y a élision sur « em » à cause du « e » initial de « esse ».

## Exemples et applications suivant les langues
De nombreux poètes ont eu recours à l'hexamètre en français, en allemand, en italien, en russe et rarement en anglais.
Ces exemples ne montrent pas comment on procède pour scander correctement un hexamètre dactylique. On se reportera à cette méthode, ou à l'article scansion pour apprendre à le faire.

### En grec ancien
Pour des raisons techniques, les accents et les esprits doivent être ôtés si l'on veut noter les quantités.
Ἄνδρα μοι ἔννεπε, Μοῦσα, πολύτροπον, ὃς μάλα πολλὰ
Πλάγχθη, ἐπεὶ Τροΐης ἱερὸν πτολίεθρον ἔπερσεν·
Πολλῶν δ' ἀνθρώπων ἴδεν ἄστεα καὶ νόον ἔγνω.
Homère, L'Odyssée, premier chant, vers 1-3.
Muse, dis-moi ce chef aux manœuvres subtiles
Qui, vainqueur de Pergame, erra si longuement.
De maint peuple il sonda les mœurs comme les villes
trad. Séguier, 1896
Ᾱνδρᾰ μοῐ | ε̄ννεπε, | Μου̅σᾰ,// πο̆|λῡτρο̆πο̆ν, | ο̄ς μᾰλᾰ | πο̄λλᾰ
Πλᾱγχθη̆, ε̆|πει̅ Τρο̆ῐ|η̄ς // ῐε̆|ρο̄ν πτο̆λῐ|ε̄θρο̆ν ε̆|πε̄ρσε̄ν·
Πο̄λλω̄ν | δ' ᾱνθρω̄|πω̄ν // ῐδε̆ν | ᾱστε̆ᾰ | και̅ νο̆ο̆ν | ε̄γνω̄.

Les dix premiers vers de l'Odyssée, lus en grec ancien, par trois aèdes sur l'Atelier de métrique grecque et latine .

### En latin
Spēm sĭnĕ | cōrpŏr' ă|māt //, cōr|pūs // pŭtăt | ēssĕ quŏd | ūnd' ēst.
Ādstŭpĕt | īpsĕ sĭ|bī // vūl|tūqu' // īnm|ōtŭs ĕ|ōdẽm 
Hǣrĕt, ŭt | ē Părĭ|ō // fōr|mātūm | mārmŏrĕ  sīgnũm.
Ovide, Métamorphoses, livre III, « Narcisse », vers 417-419.
 Écouter (la lecture tente de respecter la prononciation latine restituée ; noter à cet égard la légère nasalisation des voyelles avant un /m/ final ainsi que la lecture du digramme gn en /ŋn/. Noter également que cette lecture néglige l'accentuation des mots.)
En latin, une structure particulière va se démarquer et être recherchée par certains poètes, qui consiste à former un hexamètre en utilisant exactement cinq mots, selon l'ordre suivant : [adjectif 1] [adjectif 2] [verbe] [nom 1] [nom 2]. Un vers répondant à cette structure est appelé par la critique moderne versus aureus.

### En français
L'hexamètre français a une histoire ancienne et récente. Un certain Mousset, d'après Théodore Agrippa d'Aubigné, aurait traduit toute l'Iliade d'Homère en hexamètres « mesurés à l'antique ». Malheureusement, cette traduction est perdue. Alors que divers poètes comme Étienne Jodelle, Marc-Claude de Buttet, Aubigné, Rapin ont proposé des poèmes en vers mesurés, c'est incontestablement Jean-Antoine de Baïf qui a poussé la démarche à son plus haut degré d'achèvement.
Le corpus de plus de 15 000 vers mesurés de Baïf occupe une place unique dans la littérature européenne de la Renaissance. Contrairement aux autres entreprises de versification dites « mesurées à l'antique », celle de Baïf est la seule de son genre parmi toutes les tentatives d'importer la métrique gréco-latine à reposer, comme ses modèles gréco-latins, sur une prosodie formellement constituée et, qui plus est, essentiellement et authentiquement quantitative.

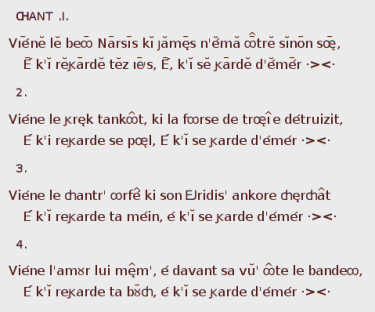
Jean Antoine de Baïf : Chansonnette I-65

La chansonnette (cf. colorisation des syllabes longues ou brèves) ci-contre est composée en distiques élégiaques (un hexamètre dactylique suivi d'un pentamètre dactylique). La graphie particulière de Baïf (Ę = È ; EJ = EU ; K crochet = G ; L barré = ILL ; N crochet = GN ; ∞ = O ouvert ; ŏ = OU, etc), visant à faciliter la scansion et, accessoirement, à révéler la prononciation, peut être transcrite de la manière suivante :
Vienne le beau Narcis qui jamais n'aima autre sinon soi,
Et qu'il regarde tes yeux, Et, qu'il se garde d'aimer.
Vienne le Grec tant caut, qui la force de Troie détruisit,
Et qu'il regarde ce poil, Et qu'il se garde d'aimer.
Vienne le chantre Orphé' qui son Eurydice encore cherchât
Et qu'il regarde ta main, et qu'il se garde d'aimer.
Vienne l'amour lui-même, et davant sa vue ôte le bandeau,
Et qu'il regarde ta bouche, et qu'il se garde d'aimer.
Les Étrénes de poézie Franzoęze an vęrs mezurés (1574), notamment, comportent des hexamètres dactyliques, tels que les étrennes : Au Roi.
Le système de Baïf est le seul à reposer sur une analyse exhaustive et raisonnée de la prosodie du français, en partie fondée sur de réelles oppositions de quantité qui sont fort bien attestées dans la langue française de cette période. On est donc en présence de vers authentiquement quantitatifs qui peuvent, au plein sens du terme, être appelés hexamètres (ou pentamètres) dactyliques.
Par comparaison, ce que propose de nos jours André Markowicz apparaît comme une évocation de l'hexamètre dactylique, réalisée avec les outils de la rythmique accentuelle du français, et non comme une pleine importation du système gréco-latin dans cette langue. Ces hexamètres sont donc plutôt accentuels que quantitatifs. Dans Le Livre de Catulle, éd. L'Âge d'Homme, 1985, il traduit ainsi le début des plaintes d'Ariane (poème 63) :
C'est ain- | si que tu | m'as arra- | chée aux au- | tels de mes |pè-res ;
Pour me lais- | ser, per- | fi- de Thé- | sée, sur ces |  ri-ves dé- |ser-tes …
On lira de la même manière ces hexamètres dus à Philippe Brunet, du Théâtre Démodocos, qui a traduit toute l'Iliade et l'a fait réciter par des aèdes :
Par ces cris, ils incitaient les Argiens à combattre.
Comme vont tombant les flocons de la neige hivernale,
innombrables flocons, quand Zeus s'est mis, dieu de ruse,
à la verser, révélant aux hommes les flèches siennes :
ensommeillant les vents, il la verse, pour qu'elle recouvre
les sommets des grandes montagnes, les hauts promontoires,
les prairies de safran et les gras pâturages des hommes,
elle est versée sur les flots grisonnants, sur les ports et les côtes,
seule la vague qui va la repousse ; mais tout le reste
en est enveloppé, quand la neige de Zeus s'amoncelle.
(chant 12, 277-286)

### En allemand
Au moment où, après Klopstock, Goethe et Schiller écrivaient leurs poèmes de facture classique, Johan-Heinrich Voss traduisait l'Iliade et l'Odyssée, selon les mêmes procédures métriques, en s'appuyant sur l'accent intensif des mots :
Singe den Zorn, o Göttin, des Peleiaden Achilleus,
Ihn, der entbrannt den Achaiern unnennbaren Jammer erregte,
Und viel tapfere Seelen der Heldensöhne zum Aïs
Sendete, aber sie selbst zum Raub darstellte den Hunden,
Und dem Gevögel umher. So ward Zeus Wille vollendet…

### En anglais
L'hexamètre anglais est accentuel et non fondé sur l'opposition entre syllabes brèves ou longues (cf. Vers : on considère que la syllabe accentuée équivaut à une longue, les atones aux brèves). La difficulté est de faire commencer nécessairement chaque pied par une syllabe accentuée, ce qui n'est pas très naturel en anglais. Les poètes, pour parvenir à leurs fins considèrent qu'en fait de syllabe accentuée on peut utiliser autant l'accent primaire que l'accent secondaire (accent de plus faible intensité).
Samuel Taylor Coleridge est célèbre pour ses imitations en anglais d'hexamètres dactyliques gréco-latins dans son poème Hexameters. On signale la syllabe accentuée par la mise en gras et l'accent secondaire par le soulignement :
Read with a | nod of the | head in a | humouring | recita|tivo ;
And, as I | live, you will | see my he|xameters | hopping be|fore you.
On remarque que l'alternance dactyle / spondée est rare (les seuls spondées sont les derniers pieds...). La langue anglaise se plie en effet mal à ce mètre. Il préférera par exemple le pentamètre iambique.
L'astronome John Herschel a traduit l'Iliade en hexamètres.
Le groupe Public Enemy a appliqué l'hexamètre dans son morceau Bring the Noise.

## Vers asynartètes
Les vers asynartètes sont composés de deux moitiés de vers de mètres différents. Plusieurs utilisent un hémistiche d'hexamètre dactylique.

### Élégiambe
Aussi nommé encomiologicum, l'élégiambe est composé d'un premier hémistiche d'hexamètre dactylique, coupé à la césure penthémimère, et d'un dimètre iambique. Il se scande ainsi :
| — ⏑ ⏑ | — ⏑ ⏑ | — // X — ⏑ — | X — ⏑ — |
On le trouve chez Archiloque ou chez Horace, notamment associé en distique à l'hexamètre dactylique :
Pĕttī /, nĭhīl / mĕ // sē/cŭt ān/tĕā / iŭuāt

scrībĕrĕ / uērsĭcŭ/lōs // ămō/rĕ pēr/cŭssūm / grăuī.

### Iambélégiaque
L'iambélégiaque est un élégiambe inversé, c'est-à-dire un dimètre iambique suivi d'un hémistiche penthémimère d'hexamètre dactylique. Il se scande ainsi :
| X — ⏑ — | X — ⏑ — // — ⏑ ⏑ | — ⏑ ⏑ | — |